# Ünal Büyükaycan
Ünal Büyükaycan (Smirne, 1937 – 14 maggio 2018) è stato un cestista turco.

## Carriera
Con la Turchia ha disputato due edizioni dei Campionati europei (1959, 1963) e i Giochi del Mediterraneo del 1967, dove ha vinto la medaglia di bronzo.